# Stora Bråtjärnen
Stora Bråtjärnen är en sjö i Dals-Eds kommun i Dalsland och ingår i Göta älvs huvudavrinningsområde. Sjöns area är 0,023 kvadratkilometer och den befinner sig 150 meter över havet.